# Allods Online
Allods Online – darmowa gra komputerowa z gatunku MMORPG stworzona przez rosyjskie studio gier Astrum Nival. W Polsce została wydana przez firmę Gala Networks Europe 19 czerwca 2012 roku. Do stworzenia gry potrzebowano budżetu w wysokości 12 milionów dolarów. W grze dostępne są również płatne przedmioty, które nabyć można w tzw. „Item Shopie”. Mikropłatności pozwalają na zachowanie darmowego charakteru gry.

## Rozgrywka
Allods Online posiada wiele tradycyjnych elementów doskonale znanych z innych gier MMORPG jak lista zadań, czy postacie NPC, ale znaleźć tu można również wiele lochów czekających tylko na nowych odkrywców. Gra posiada również wiele unikalnych elementów jak możliwość budowania latających i magicznych statków zwanych „Astral”. Takie twory używane są później do walk PvP, gdzie zamiast postacie w niebiosach ścierają się kolosalne machiny wojenne. Statki pozwalają również dotrzeć w miejsca, które normalnie nie są dostępne – na przykład do Republiki Goblinów. Co więcej, statki posiadają własne załogi, które mogą się składać z grupy niezależnych graczy współpracujących podczas rozgrywki ze sobą.
Gracze mają możliwość zmierzenia się z innymi użytkownikami w tradycyjnym PvP na mapach takich jak Święta Ziemia. Święta Ziemia to miejsce, w którym najczęściej ścierają się gracze z obydwu frakcji – Imperium i Ligi. Otwarte PvP jest również dostępne w Allods Online i dzięki nim można zdobyć specjalne bonusy. Podczas rozgrywki trafić można także na specjalne strefy, gdzie gracze rzucają się w wir masowych walk PvP, a cel jest jeden – zdobyć unikalne nagrody.
Allods Online posiada również wbudowany system gildii pozwalający graczom współpracować ze sobą i dający dostęp do głębszej zawartości jaką skrywa w sobie prezentowane MMO, jak choćby Konfrontacje o Astral.

## Muzyka
Muzyka w grze Allods Online została stworzona przez Vladislava Isaeva, twórcy projektu Scann-Tec, ale w miarę upływu czasu pojawiała się twórczość Marka Morgana, kompozytora biorącego udział w pierwszych dwóch częściach serii Fallout i Planescape: Torment.
Pełny soundtrack dla nowej wersji Allods Online został nagrany przez Central Symphony Orchestra przy udziale chóru Bolszoj, a dyrygentem był Boris Tarakanov.

## Opłaty za grę
Allods Online od początku istnienia jest darmowy, ale wydawcy spróbowali już raz swoich sił uruchamiając serwer płatny, przeznaczony dla tych bardziej wymagających graczy z dodatkowymi możliwościami i usprawnieniami.